# 媽宮三甲七保

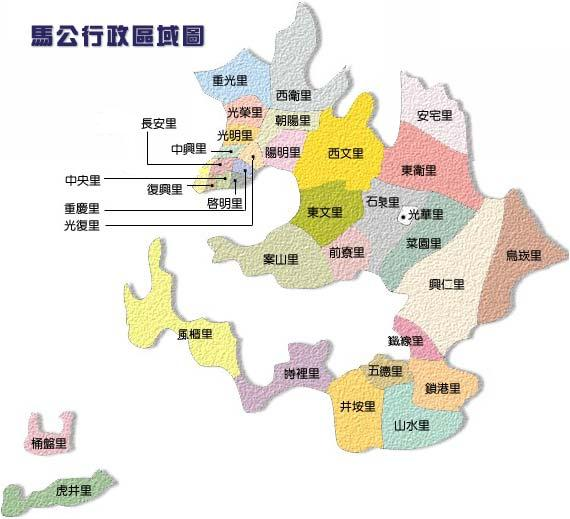
馬公市行政區域圖（引自澎湖縣馬公市公所）

媽宮三甲七保為臺灣清領時期的澎湖地名，主要分布今馬公市的馬公港四周，共計七個聚落，並祀十座大廟，古稱「三甲七保」。

## 列表
自清領時期至日治時期初期，澎湖地區行政劃分通行「堡里鄉澚」制度，澎湖廳下設「澳社」，今馬公市由東西澳與嵵裡澳組成，鄰近馬公港（媽宮港）區域稱「媽宮社」，轄有東甲、南甲與北甲，泛稱「媽宮三甲」，另有四社分布媽宮社郊外，分別是「紅木埕社」、「火燒坪社」、「后窟潭社」與「西衛社」，合計七個聚落，各處有一角頭廟為祭祀單位之外，另外奉有「闔澎公廟」四間，總計十座廟宇，茲舉列表如下：
| 序列 | 廟名         | 清代地域          | 當代地址                  | 備註                 |
| ---- | ------------ | ----------------- | ------------------------- | -------------------- |
| 1    | 澎湖天后宮   | 東西澳 媽宮社南甲 | 馬公市長安里正義街1號     | 闔澎公廟             |
| 2    | 南甲海靈殿   | 東西澳 媽宮社南甲 | 馬公市復興里中山路12巷3號 | 角頭廟               |
| 3    | 媽宮城隍廟   | 東西澳 媽宮社東甲 | 馬公市重慶里光明路20號    | 闔澎公廟             |
| 4    | 東甲北極殿   | 東西澳 媽宮社東甲 | 馬公市啟明里啟明街2號     | 角頭廟               |
| 5    | 澎湖觀音亭   | 東西澳 媽宮社北甲 | 馬公市中興里介壽路7號     | 闔澎公廟             |
| 6    | 北甲北辰宮   | 東西澳 媽宮社北甲 | 馬公市長安里中正路7巷4號  | 角頭廟               |
| 7    | 紅木埕武聖廟 | 東西澳 紅木埕社   | 馬公市朝陽里陽明路30號    | 闔澎公廟             |
| 8    | 火燒坪靈光殿 | 東西澳 火燒坪社   | 馬公市光榮里文光路35巷7號 | 亦作火燒棚社，角頭廟 |
| 9    | 重光威靈殿   | 東西澳 后窟潭社   | 馬公市重光里55號          | 亦作後窟潭社，角頭廟 |
| 10   | 西衛宸威殿   | 東西澳 西衛社     | 馬公市西衛里95號          | 角頭廟               |